# باولو فينيسيوس
باولو فينيسيوس (بالبرتغالية: Paulo Vinícius de Souza Nascimento‏) هو لاعب كرة قدم برازيلي في مركز الدفاع، ولد في 12 أغسطس 1984 في ريبيراو بريتو في البرازيل. لعب مع أبولون ليماسول وأونياو ليريا وسبورتينغ براغا وسي إف آر كلوج ونادي أولهانينسي ونادي بوافيشتا ونادي سانتا كلارا ونادي ليتشويس.

## وصلات خارجية
- باولو فينيسيوس على موقع الاتحاد الأوربي (الإنجليزية)
- باولو فينيسيوس على موقع قاعدة بيانات كرة القدم.إي يو (الإنجليزية)
- باولو فينيسيوس على موقع Soccerway.com (الإنجليزية)
- باولو فينيسيوس على موقع عالم كرة القدم.نت (الإنجليزية)
- باولو فينيسيوس على موقع AS.com (الإسبانية)